# Remixed Prayers
Remixed Prayers (Mini Album) je EP američke pjevačice Madonne izdan u kolovozu 1989. pod Warner Bros. Recordsom. Ovaj album je izdan kao dopuna albuma Like a Prayer. Izdan je samo u Japanu, a 1993. je izdan i u Australiji u svrhu proslave prvih Madonninih koncerata u toj zemlji za vrijeme The Girlie Show Tour.

## O albumu
Kompilacija sadrži pet obrada pjesme "Like a Prayer" i tri obrade pjesme "Express Yourself". Album je uvozom dospio u Sjedinjene Države, UK i druge države, ali nikada nije službeno izdan osim u Japanu i Australiji.
Omotnicu je naslikao Madonnin brat Christopher Ciccone. Slova 'MLVC' označavaju skraćenicu za 'Madonna Louise Veronica Ciccone', dok padajuće 'P' označava razvod od tadašnjeg supruga Sean Penna.

## Popis pjesama
1. "Like a Prayer" (12" Dance Mix) - 7:55
2. "Like A Prayer" (12" Extended Mix) - 7:26
3. "Like A Prayer" (Churchapella) - 6:09
4. "Like A Prayer" (12" Club Version) - 6:38
5. "Like A Prayer" (7" Remix Edit) - 5:45
6. "Express Yourself" (Non-Stop Express Mix) - 8:01
7. "Express Yourself" (Stop and Go Dubs) - 10:52
8. "Express Yourself" (Local Mix) - 6:27